# Muhammed Yıldız
Muhammed Yıldız (14 giugno 1995) è un taekwondoka turco.

## Palmarès
- Europei

Kazan 2018: argento nei 74 kg.